# Enghien
Enghien (en való Inguî, en neerlandès Edingen) és un municipi belga de la província d'Hainaut a la regió valona, però és un dels municipis amb facilitats lingüístiques per a la minoria neerlandesa. Està compost per les seccions d'Enghien, Marcq (Mark), Petit-Enghien (Lettelingen) i Labliau